# ألكسندر كريستوف
ألكسندر كريستوف (بالنرويجية: Alexander Kristoff‏) مواليد 5 يوليو 1987 في أوسلو، هو دراج نرويجي في صنف سباق الدراجات على الطريق. شارك في دورة الألعاب الأولمبية الصيفية وفاز بميدالية أولمبية.

## سجل النتائج

### سباقات أو مراحل فاز بها
| التاريخ        | السباق                                                                 | المركز                                                                   |
| -------------- | ---------------------------------------------------------------------- | ------------------------------------------------------------------------ |
| 09 مارس 2008   | بوريك تروفي 2008                                                       |                                                                          |
| 01 يونيو 2008  | 2008 Rogaland Grand Prix                                               |                                                                          |
| 01 مايو 2009   | طواف دي بريتاجن 2009                                                   |                                                                          |
| 21 أغسطس 2011  | طواف فاتينفول 2011                                                     | المرتبة 14 في التصنيف العام                                              |
| 11 سبتمبر 2011 | جي بي دي فورميس 2011                                                   | الثاني في التصنيف العام                                                  |
| 18 سبتمبر 2011 | جراند بريكس دي إسبيرجوس 2011                                           | الخامس في التصنيف العام                                                  |
| 09 أكتوبر 2011 | طواف بكين 2011                                                         | الرابع في تصنيف النقاط                                                   |
| 29 مارس 2012   | ثلاثة أيام من دي بان 2012                                              | الأول في تصنيف النقاط                                                    |
| 01 أبريل 2012  | طواف فلاندرز 2012                                                      | المرتبة 15 في التصنيف العام                                              |
| 27 مايو 2012   | طواف إيطاليا 2012                                                      | الثامن في تصنيف النقاط                                                   |
| 28 يوليو 2012  | سباق الدراجات الهوائية في الألعاب الأولمبية الصيفية 2012 - سباق الطريق |                                                                          |
| 26 أغسطس 2012  | طواف الدنمارك 2012                                                     | الأول في تصنيف النقاط، الرابع في التصنيف العام                           |
| 01 سبتمبر 2012 | موانئ العالم كلاسيكي 2012                                              | الأول في تصنيف أفضل شاب، الثالث في التصنيف العام، الثالث في تصنيف النقاط |
| 28 مارس 2013   | ثلاثة أيام من دي بان 2013                                              |                                                                          |
| 23 مارس 2014   | ميلان-سان ريمو 2014                                                    | الفائز في التصنيف العام                                                  |
| 01 مايو 2014   | إشبورن-فرانكفورت 2014                                                  | الفائز في التصنيف العام                                                  |
| 25 مايو 2014   | طواف النرويج 2014                                                      | الأول في تصنيف النقاط                                                    |
| 01 يونيو 2014  | طواف ديف يغد 2014                                                      | الفائز في التصنيف العام                                                  |
| 17 أغسطس 2014  | سباق النرويج 2014                                                      | الأول في تصنيف النقاط، الثاني في التصنيف العام                           |
| 24 أغسطس 2014  | طواف فاتينفول 2014                                                     | الفائز في التصنيف العام                                                  |
| 13 فبراير 2015 | طواف قطر 2015                                                          |                                                                          |
| 01 مارس 2015   | كرونا بروكسل 2015                                                      |                                                                          |
| 02 أبريل 2015  | ثلاثة أيام من دي بان 2015                                              | الفائز في التصنيف العام                                                  |
| 05 أبريل 2015  | طواف فلاندرز 2015                                                      | الفائز في التصنيف العام                                                  |
| 08 أبريل 2015  | شيلدبرايش 2015                                                         | الفائز في التصنيف العام                                                  |
| 24 مايو 2015   | طواف النرويج 2015                                                      | الأول في تصنيف النقاط، الثامن في التصنيف العام                           |
| 31 مايو 2015   | طواف ديف يغد 2015                                                      | الأول في تصنيف النقاط، التاسع في التصنيف العام                           |
| 11 يونيو 2015  | غروسر برايس ديس كانتونس أرجو 2015                                      | الفائز في التصنيف العام                                                  |
| 16 أغسطس 2015  | سباق النرويج 2015                                                      | الأول في تصنيف النقاط                                                    |
| 30 أغسطس 2015  | جي بي واست-فرنسا 2015                                                  | الفائز في التصنيف العام                                                  |
| 01 مايو 2016   | إشبورن-فرانكفورت 2016                                                  | الفائز في التصنيف العام                                                  |
| 26 يونيو 2016  | بطولة النرويج لسباق الدراجات على الطريق للرجال 2016                    |                                                                          |
| 04 سبتمبر 2016 | طواف ديف يغد 2016                                                      | الفائز في التصنيف العام                                                  |
| 05 فبراير 2017 | نجم بسجس 2017                                                          | الأول في تصنيف النقاط                                                    |
| 19 فبراير 2017 | طواف عمان 2017                                                         | الأول في تصنيف النقاط                                                    |
| 30 مارس 2017   | ثلاثة أيام من دي بان 2017                                              | الأول في تصنيف النقاط، الثالث في التصنيف العام                           |
| 01 مايو 2017   | إشبورن-فرانكفورت 2017                                                  | الفائز في التصنيف العام                                                  |
| 30 يوليو 2017  | رايد لندن 2017                                                         | الفائز في التصنيف العام                                                  |
| 06 أغسطس 2017  | سباق الطريق لنخبة الرجال - بطولة أوروبا للدراجات 2017                  | الفائز في التصنيف العام                                                  |
| 10 سبتمبر 2017 | طواف بريطانيا 2017                                                     | الأول في تصنيف النقاط                                                    |
| 01 مايو 2018   | إشبورن-فرانكفورت 2018                                                  | الفائز في التصنيف العام                                                  |
| 07 يونيو 2018  | غروسر برايس ديس كانتونس أرجو 2018                                      | الفائز في التصنيف العام                                                  |
| 31 مارس 2019   | غنت-وفلجم 2019                                                         | الفائز في التصنيف العام                                                  |
| 02 يونيو 2019  | طواف النرويج 2019                                                      | الفائز في التصنيف العام                                                  |
| 13 يونيو 2019  | غروسر برايس ديس كانتونس أرجو 2019                                      | الفائز في التصنيف العام                                                  |
| 08 أغسطس 2021  | سباق النرويج 2021                                                      | الأول في تصنيف النقاط                                                    |
| 13 فبراير 2022 | طواف ألميريا 2022                                                      | الفائز في التصنيف العام                                                  |
| 06 أبريل 2022  | شيلدبرايش 2022                                                         | الفائز في التصنيف العام                                                  |
| 26 يونيو 2022  | سباق الطريق للرجال في بطولة النرويج 2022                               |                                                                          |
| 07 أغسطس 2022  | غروت بريجس جيف شيرنز 2022                                              |                                                                          |
| 10 أغسطس 2022  | سباق يوروميتروبول 2022                                                 | الفائز في التصنيف العام                                                  |
| 25 يونيو 2023  | سباق الطريق للرجال في بطولة النرويج 2023                               |                                                                          |
| 20 أغسطس 2023  | غروت بريجس ستاد زوتيجم 2023                                            |                                                                          |
| 01 أكتوبر 2023 | طواف كرواتيا 2023                                                      |                                                                          |
| 05 مايو 2024   | 2024 Elfstedenronde                                                    | الفائز في التصنيف العام                                                  |
| 19 مايو 2024   | 2024 Antwerp Port Epic                                                 | الفائز في التصنيف العام                                                  |
| 01 يونيو 2024  | 2024 Heistse Pijl                                                      | الفائز في التصنيف العام                                                  |

## الميداليات
| الميدالية | المسابقة                       |
| --------- | ------------------------------ |
| برونزية   | الألعاب الأولمبية الصيفية 2012 |

## روابط خارجية
- ألكسندر كريستوف على موقع IMDb (الإنجليزية)

- ألكسندر كريستوف على موقع الاتحاد الدولي للدراجات (الإنجليزية)
- ألكسندر كريستوف على موقع أرشيف الدراجات (الإنجليزية)
- ألكسندر كريستوف على موقع إحصائيات الدراجات الإحترافية (الإنجليزية)
- ألكسندر كريستوف على موقع نسبة الدراجات (الإنجليزية)
- ألكسندر كريستوف على موقع CycleBase (الإنجليزية)
- ألكسندر كريستوف على موقع اللجنة الأولمبية الدولية (الإنجليزية)
- ألكسندر كريستوف على موقع أوليمبيديا (الإنجليزية)
- ألكسندر كريستوف على موقع AS.com (الإسبانية)